# Kenton (Devon)
Kenton – wieś w Anglii, w hrabstwie Devon, w dystrykcie Teignbridge. Leży 11 km na południe od miasta Exeter i 253 km na zachód od Londynu. W 2001 miejscowość liczyła 3087 mieszkańców.
Na obrzeżach wsi znajduje się zamek Powderham.